# Zariaspes
Zariaspes là một chi bướm ngày thuộc họ Bướm nâu.

## Các loài
- Zariaspes mys (Hübner, [1808])
- Zariaspes mythecus Godman, 1900